# سوران (سراوان)
سوران (بالفارسية: سوران) هي مدينة تقع في إيران في قسم. يقدر عدد سكانها بـ 9,966 نسمة .